# Vanilla Fudge
A Vanilla Fudge amerikai rockegyüttes. Leghíresebb számuknak a „You Keep Me Hangin' On” számít, amelyet eredetileg a „Holland-Dozier-Holland” trió szerzett, de a Vanilla Fudge előadásában vált legismertebbé. Több neves rockegyüttesre is hatással voltak, például a Led Zeppelinre, a Styxre, a Uriah Heepre vagy a The Nice-ra.

## Története
Az együttes elődjének az ismeretlen "Rick Martin and the Showmen" zenekar számít. Mark Stein és Tim Bogert ebben az együttesben játszottak, majd a "The Rascals" zenekar hatására határozták el, hogy megalapítják saját zenekarukat, 1965-ben. 
Eredetileg "The Electric Pigeons" volt a nevük,   ezt nem sokkal később egyszerűen csak "The Pigeons"re változtatták. 1967-ben leszerződtek az Atlantic Records kiadóhoz. A kiadó elnöke nem szeretett volna "The Pigeons" nevű együttest leszerződtetni, így Vanilla Fudge-ra változtatták nevüket. Carmine Appice önéletrajzában szerepel a név magyarázata: a zenekar egy bárban találkozott egy Dee Dee nevű nővel, aki elmesélte a tagoknak, hogy a nagymamája őt "Vanilla Fudge"nak szólította, és felvetette a zenekarnak a név ötletét. 
Az önéletrajzból az is kiderült, hogy maga az együttes sem szerette a "The Pigeons" nevet. 1967-ben indult el igazából a Vanilla Fudge karrierje. A zenekar eredeti felállása a következő volt: Mark Stein – ének, Tim Bogert – ének, basszusgitár, Vince Martell – ének, gitár, Carmine Appice – ének, dob. Ez a felállás öt albumot rögzített 1970-es feloszlásuk előtt. Az évek alatt többször is feloszlottak, 1999 óta azonban újból aktív a zenekar.
Az együttes hard pszichedelikus, acid rock és "proto-metal" ("korai metal") műfajokban játszik.

## Tagok
- Mark Stein – billentyűk, ének (1965-1970, 1982-1984, 2005, 2006-)
- Vince Martell – gitár, ének (1965-1970, 1993-2003, 2004-)
- Carmine Appice – dob, ének (1965-1970, 1982-1984, 1987-1988, 1991, 1999-2008, 2009-)
- Pete Bremy – basszusgitár, ének (2002, 2010-)

## Korábbi tagok
- Tim Bogert – basszusgitár, ének (1965-1970, 1982-1984, 1987-1988, 1999-2002, 2003-2008, 2009-2010)
- Ron Mancuso – gitár (1982-1984)
- Paul Hanson – ének, gitár (1987-1988)
- Lanny Cordola – gitár, ének (1988)
- Derek St. Holmes – gitár, ének (1991)
- Teddy Rondinelli – gitár, ének (2003-2004)
- Martin Geschwitz – billentyűk (1991)
- Bill Pascali – billentyűk, ének (1999-2005, 2005-2006)
- T.M. Stevens – basszusgitár (2002)
- Mark Dolfen – dob, ének (1967)
- Jimmyjack Tamburo – dob, ének (2008-2009)
- Steve Argy – basszusgitár, ének (2008-2009)

## Diszkográfia
- Vanilla Fudge (1967)
- The Beat Goes On (1968)
- Renaissance (1968)
- Near the Beginning (1969)
- Rock'n'Roll (1969)
- Mystery (1984)
- The Return (2002)
- Out Through the In Door (2007)
- Spirit of '67 (2015)

## Válogatás/koncertalbumok
- Best of Vanilla Fudge (1982)
- The Best of Vanilla Fudge – Live (1991)
- Psychedelic Sundae – The Best of Vanilla Fudge (1993)
- The Return – Live in Germany Part I (2003)
- The Real Deal – Vanilla Fudge Live (2003)
- Rocks the Universe – Live in Germany Part II (2003)
- Good Good Rockin' – Live at Rockpalast (2007)
- Orchestral Fudge (2008)
- When Two Worlds Collide (2008)
- Box of Fudge (2010)